# Russische Basketballnationalmannschaft der Damen
Die russische Basketballnationalmannschaft der Damen repräsentiert die Russische Föderation bei internationalen Spielen oder bei Freundschaftsspielen. Sie ist die Rechtsnachfolgerin der sowjetischen Basketballnationalmannschaft der Damen.

## Geschichte
Die größten Erfolge der Russinnen waren bisher der Sieg bei der Basketball-Europameisterschaft 2003 und 2007, der Gewinn der Silbermedaille 1998, 2002 und 2006 bei der Basketball-Weltmeisterschaft, sowie die Bronzemedaillen 2004 und 2008 bei den Olympischen Sommerspielen.
Das Team gehört neben Australien und den Vereinigten Staaten zu den erfolgreichsten Damen-Basketballnationalmannschaften der Welt.
Bei den Olympischen Sommerspielen 2008 in Peking wurde das russische Nationalteam von der gebürtigen US-Amerikanerin Becky Hammon unterstützt, die trotz ausgezeichneter Leistungen in der WNBA vom amerikanischen Verband für die Olympischen Spiele nicht berücksichtigt wurde. Da Hammon seit 2008 auch für die russische Basketballmannschaft ZSKA Moskau spielte besitzt sie neben der US-amerikanischen auch eine russische Staatsbürgerschaft. Hammon hatte maßgeblichen Anteil daran, dass die russische Basketballnationalmannschaft die Bronzemedaille in Peking gewann.

## Abschneiden bei internationalen Wettbewerben

### Olympische Spiele
| - 1996 – 5. Platz - 2000 – 6. Platz - 2004 – Bronzemedaille - 2008 – Bronzemedaille - 2012 – 4. Platz |

### Weltmeisterschaften
| - 1994 – nicht qualifiziert - 1998 – Silbermedaille - 2002 – Silbermedaille - 2006 – Silbermedaille - 2010 – 7. Platz |

### Europameisterschaften
| - 1993 – 7. Platz - 1995 – Bronzemedaille - 1997 – 6. Platz - 1999 – Bronzemedaille - 2001 – Silbermedaille | - 2003 – Goldmedaille - 2005 – Silbermedaille - 2007 – Goldmedaille - 2009 – Silbermedaille - 2011 – Goldmedaille | - 2013 – 13. Platz - 2015 – 6. Platz |

## Aktueller Kader
| Kader der Olympischen Spiele 2012 | Kader der Olympischen Spiele 2012 | Kader der Olympischen Spiele 2012 | Kader der Olympischen Spiele 2012 | Kader der Olympischen Spiele 2012 | Kader der Olympischen Spiele 2012 |
| Nr.                               | Position                          | Name                              | Größe [cm]                        | Geburtsjahr                       | Aktueller Verein                  |
| --------------------------------- | --------------------------------- | --------------------------------- | --------------------------------- | --------------------------------- | --------------------------------- |
| 4                                 | Power Forward                     | Olga Arteschina                   | 188                               | 1982                              | UGMK Jekaterinburg                |
| 5                                 | Small Forward                     | Jewgenija Beljakowa               | 182                               | 1986                              | Tschewakata Wologda               |
| 6                                 | Power Forward                     | Natalja Wodopjanowa               | 190                               | 1981                              | Dynamo Kursk                      |
| 7                                 | Center                            | Marina Kusina                     | 195                               | 1985                              | Dynamo Moskau                     |
| 8                                 | Shooting Guard                    | Jelena Danilotschkina             | 183                               | 1986                              | Tschewakata Wologda               |
| 9                                 | Point Guard                       | Becky Hammon                      | 175                               | 1977                              | Sparta&K Widnoje                  |
| 10                                | Shooting Guard                    | Ilona Korstin                     | 182                               | 1980                              | Sparta&K Widnoje                  |
| 11                                | Center                            | Natalja Vieru                     | 198                               | 1989                              | Sparta&K Widnoje                  |
| 12                                | Center                            | Irina Osipowa                     | 196                               | 1981                              | Sparta&K Widnoje                  |
| 13                                | Power Forward                     | Anna Petrakowa                    | 189                               | 1984                              | Dynamo Kursk                      |
| 14                                | Small Forward                     | Natalja Schedik                   | 182                               | 1982                              | Nadeschda Orenburg                |
| 15                                | Center                            | Nadeschda Grischajewa             | 195                               | 1989                              | Dynamo Moskau                     |

Stand: 16. August 2012